# Apocleora rimosa
Apocleora rimosa là một loài bướm đêm trong họ Geometridae.